# Extraordinario Libro
Extraordinario Libro est un ouvrage de Sebastiano Serlio publié chez Jean de Tournes à Lyon en 1551. Il s'agit de l'un des premiers traités d'architecture.
Cet ouvrage comporte de nombreuses gravures du Maître CC.
Sebastiano Serlio réside entre 1545 et 1550 à Lyon pour rédiger et publier plusieurs volumes de son traité d'architecture. S'il ne participe à aucun chantier lors de son séjour sur les bords de Saône, son ouvrage a une grande influence sur les choix des notables lyonnais durant les siècles suivants.